# Lista de ilhas de Florianópolis
O município de Florianópolis, capital do estado de Santa Catarina é composto por diversas ilhas, além de uma porção continental. Embora mais de 90% da população resida na ilha principal, a Ilha de Santa Catarina, e o restante no continente, diversas ilhas estão incorporadas ao território da municipalidade e são por ela administradas.

## Lista
1. Ilha de Santa Catarina (MAPA)
2. Ilha das Campanhas (península) (MAPA)
3. Ilha Badejo                       (MAPA)
4. Ilha Moleques do Norte            (MAPA)
5. Ilha Mata Fome                    (MAPA)
6. Ilha das Aranhas Grande           (MAPA)
7. Ilha das Aranhas Pequena          (MAPA)
8. Ilha do Xavier (MAPA)
9. Ilhado
10. Ilha do Campeche (MAPA)
11. Pedra Tipitingas                  (MAPA)
12. Ilha das Laranjeiras (MAPA)
13. Ilha Maria Francisca (ou Flechas) (MAPA)
14. Ilha Garcia                       (MAPA)
15. Ilha Tipitingas                   (MAPA)
16. Ilha do Facão
17. Ilha dos Noivos ou Lamim          (MAPA)
18. Ilha Três Henriques (laje)
19. Ilha Diamante                     (MAPA)
20. Ilha da Guarita
21. Ilha Perdida
22. Ilha Guarás Pequena               (MAPA)
23. Ilha Guarás Grande                (MAPA)
24. Ilha Ratones Pequeno (MAPA)
25. Ilha Ratones Grande (MAPA)
26. Ilha do Francês                   (MAPA)
27. Ilha das Pombas
28. Ilha das Vinhas (MAPA)
29. Ilha das Conchas                  (MAPA)
30. Ilha do Abraão                    (MAPA)

- ?? (MAPA)
- ?? (MAPA)

Ilhas pertencentes a municípios próximos que muitos atribuem erroneamente ao município de Florianópolis:
- Pertencentes à Reserva Biológica Marinha do Arvoredo:
  - Arvoredo (MAPA)
  - Deserta
  - Galés

- Anhatomirim (Governador Celso Ramos)                         (MAPA)
- Ilha das Cabras (Biguaçu)   (MAPA)
- Ilha dos Cardos Grande (Palhoça)                                 (MAPA)
- Ilha do Largo (Palhoça)                                          (MAPA)
- Ilhas dos Papagaios, Grande e Pequena (Palhoça)                     (MAPA)
- Ilha do Coral (Palhoça)                                      (MAPA)
- Ilha da Fortaleza de Araçatuba (Palhoça)   (MAPA)
- Ilha dos Moleques do Sul (Palhoça)     (MAPA)
- Irmã do Meio (Palhoça)                      (MAPA)
- Irmã Pequena (ou Costeira) (Palhoça)        (MAPA)
- Irmã de Fora (Palhoça)                      (MAPA)